# Peugeot Boxline
Peugeot Boxline är samlingsnamnet på ett skåpsystem för det franska bilmärkets mindre transportmodeller. Boxline är utvecklat särskilt för den svenska marknaden av ett fristående företag och går att få till Partner och Expert. Skåpet är placerat där det täckta skåputrymmet annars brukar återfinnas och sticker ut lite från den ursprungliga designen. Fördelen är dock raka väggar och genomlastning från tre sidor. Skåputrustningen varierar beroende på beställning och kan innefatta kylanläggning eller verktygsfack. Peugeot Partner säljs också som en regelrätt pickup, under namnet Peugeot Partner Boxline Pick Up.

## Lastförmåga
- Peugeot Partner Boxline: max 3,6 kubikmeter
- Peugeot Expert Boxline: max 5,2 kubikmeter
- Peugeot Partner Boxline Pick Up: max 650 kg (på flaket)